# 中臣名代
中臣 名代（なかとみ の なしろ）は、奈良時代の貴族。最終官位は散位従四位下。

## 生涯
中臣島麻呂の子で、小錦上・中臣垂目の孫。神亀5年（728年7月2日）に従六位下から四階昇進して外従五位下に叙せられた。これは中央貴族に対して初めて外位への叙位がなされた例であり、同時に同じく中央貴族の巨勢少麻呂・阿倍帯麻呂らが外従五位下に叙せられている。また叙位にあたって、この位階に留まるべきでないこと、勤務の状況に応じて内位に叙するので努力を怠らないこと、についての勅が出されている。翌神亀6年（729年4月6日）の長屋王の変後に行われた叙位において、少麻呂・帯麻呂と共に内位の従五位下に叙せられた。
天平4年（732年9月10日）、第10次遣唐使の副使（大使は多治比広成、判官は平群広成・秦朝元ら）に任じられる。天平5年3月（733年4月3日）に従五位上に昇叙され、4月に難波津から4隻の船に分かれて出立し、8月に4隻とも蘇州沿岸に漂着。天平6年（734年）4月に洛陽に入って玄宗への拝謁を果たした。後に蘇州から帰路についたが、東シナ海上で俄かに悪風が起こり4隻は互いに離れ離れになってしまった。名代の乗っていた第二船は福建方面に漂着し、一行は天平7年（735年）3月に長安に送り返された。同年閏11月に名代の一行は長安を発ち、唐朝からの援助を受けて船を修理し、再び帰路についた。
天平8年8月（736年10月2日）に平城京に帰着して帰朝の挨拶をするために唐人3人（皇甫東朝・道璿・袁晋卿）と波斯人1人（李密翳）を引き連れて拝朝し、聖武天皇に謁した。同年11月（12月9日）、渡唐の功労により三階昇進して従四位下に叙される。天平10年5月24日（738年6月15日）の時点で神祇伯に任じられており、右大臣であった橘諸兄・右少弁であった紀宇美らと共に神宝を奉るために伊勢大神宮に派遣されている。
天平12年（740年）に再従甥の藤原広嗣が乱を起こすと、連座して流罪となり、天平13年1月22日（741年2月12日）に塩屋吉麻呂・大養徳小東人らと共に大宰府に移された。
天平17年9月19日（745年10月18日）に卒去。

## 官歴
『続日本紀』による。
- 時期不詳：従六位下
- 神亀5年（728年） 5月21日：外従五位下
- 神亀6年（729年） 3月4日：従五位下
- 天平4年（732年） 8月17日：遣唐副使
- 天平5年（733年） 3月14日：従五位上
- 天平8年（736年） 11月3日：従四位下（越階）
- 天平10年（738年） 5月24日：見神祇伯
- 天平13年（741年） 正月22日：流罪
- 天平17年（745年） 9月19日：卒去（散位従四位下）

## 系譜
「中臣氏系図」（『群書類従』巻第62所収）による。
- 父：中臣島麻呂
- 母：不詳
- 妻：不詳
- 生母不詳の子女
  - 男子：中臣伊賀麻呂
  - 男子：中臣鳥長
  - 男子：中臣鷹養
  - 男子：中臣鷹主
  - 男子：中臣松成
  - 男子：中臣竹成
  - 男子：中臣田給
  - 男子：大中臣辛多太[注釈 1]